# Église du Christ (Riga)
L'église évangélique luthérienne du Christ (letton : Rīgas Kristus luterāņu baznīca) est une église évangélique-luthérienne située à Riga, capitale de Lettonie. 